# 黑翅野鯪
黑翅野鯪，為輻鰭魚綱鯉形目鯉科野鯪屬的其中一個種。該物種主要分布於亞洲巴基斯坦的淡水河流中，為特有種，體長可達25公分。

## 扩展阅读
維基物種上的相關：黑翅野鯪